# Gospodar muva

Gospodar muva (engl. Lord of the Flies) je roman britanskog pisca Vilijama Goldinga, koji je izašao 1954. godine. Gospodar muva je priča o grupi engleskih učenika, koji se posle avionske nesreće nalaze na pustom ostrvu bez odraslih. U početku vlada razumevanje između dece, ali se odnosi brzo pretvaraju u svađu. Situacija se pogoršava i prelepo ostrvo postaje pakao. Ključne teme postaju razlike između grupnog i individualnog mišljenja, između racionalnih i emocionalnih reakcija, kao i između morala i nemorala.

## Nastanak dela
Delo je bilo prvi roman ovog autora koji je napisao, a za koji je imao inspiraciju nakon čitanja knjige za decu Koralno ostrvo, za koju je smatrao da je nerealni prikaz dece nasukane na pusto ostrvo, pa piše svoju verziju o tome kako bi se deca ponašala u takvoj situaciji.
Prvobitni rukopis je odbilo više izdavača pre nego što je londonski Faber & Faber prihvatio da objavi delo, ali uz mnogo izmena i dopuna. Izmene su obuhvatale uklanjanje celog početka romana koji je u originalu opisivao evakuaciju dečaka nakon početka nuklearnog rata. Nekoliko likova je takođe doživelo veće transformacije. Sam Golding je bio zabrinut zbog velikih izmena, ali je ipak odlučio da odradi te preporučene izmene.
Nakon toga roman se objavljuje, koji uprkos sporoj prodaji u početku postaje bestseler.
Roman je tokom godina dobio brojna priznanja i nagrade. Dospeva na 41. mesto liste najboljih romana moderne biblioteke, a Tajm 2005. godine roman svrstava u 100 najboljih romana.

## Priča
Tokom ratne evakuacije britanski avion se sruši blizu jednog izolovanog ostrva u Tihom okeanu. Neki dečaci su bili obični studenti koji se nisu znali od pre, a jednu grupu preživelih čini hor dečaka koji je već imao uspostavljenu hijerarhiju u horu. Grupa dečaka koji su preživeli pad uspeva da dopliva do ostrva. Dva dečaka, Ralf i puniji dečak sa nadimkom Pigi pronalaze školjku na obali koju Ralf koristi kao rog da prizove ostale preživele. Ralf je optimista i veruje da će uskoro da dođe neko da ih spase, dok Pigi realnije sagledava situaciju i shvata da su prepušteni sami sebi. Kad su se okupili nisu znali kako da se ponašaju bez nadzora odraslih i pokušavaju da se drže naučene društvene strukture i civilizovanog ponašanja.
Pokušavaju da oponašaju tu strukturu i biraju vođu, dele zadatke i istražuju ostrvo. Pošto ih je Ralf okupio on odmah ima neku psihološku prednost nad ostalima i njega izaberu za vođu. Ralf ne dobija glasove dečaka iz hora koje predvodi crvenokosi Dzek. Ubrzo uspevaju da organizuju prividan državni sistem gde najmlađi dečaci predstavljaju narod, a stariji dobijaju razne funkcije.
Ralf uspostavlja svoju ličnu politiku koja se sastoji od toga da se zabavljaju, da prežive i da stalno održavaju dimni signal kako bi neko ko prođe u blizini mogao da ih spasi.Crvenokosi dečak Dzek organizuje svoj hor u lovačku družinu koja će da nalazi hranu. Pored Ralfa i Dzeka pojavljuje se i Sajmon, tihi dečak koji pored njih dvojice postaje jedan od vođa u trojstvu gde je Ralf bio vrhovni vođa. Ustanovljavaju da na ostrvu ima voća i divljih svinja za hranu, a Sajmon dobija zaduženje da nadgleda projekat izgradnje skloništa.
Privid civilizacije i poretka počinje da se urušava jer dosta njih provodi vreme u igri i ne gradi skloništa, gde većina dečaka počinje da prihvata paranoičnu teoriju da na ostrvu postoji čudovište koje zovu zver i za koje su mnogi ubeđeni da postoji. 
Usled konstantnih tenzija koje se dešavaju u narednom periodu Dzek odlučuje da se odvoji od grupe i formira svoje pleme. On sa svojim pristalicama odlazi drugu stranu ostrva. Dzeko grup ubrzo počinje da praktikuje razne obrede, iscrtava lica i prinosi žrtve čudovištu za koje svi smatraju da je stvarno. Sajmon u jednom trenutku nailazi na žrtvu koju su Dzekovi sledbenici podigli zveri: svinjsku glavu pobodenu na kolac sa rojem mušica oko nje koju Sajmon naziva Gospodarem muva. Tad se Sajmon penje na planinu i ustanovljava da zver ne postoji već je to što im je ličilo na zver u stvari mrtvi padobranac čiji se padobran zamrsio u grane. On tad žuri nazad kako bi u kampu obavestio ostale da zver ne postoji. U kampu su svi oni zaokupljeni ritualnim plesom gde su im se kao gosti pridružili Ralf i Pigi. Sajmon utrčava kako bi podelio vesti sa njima, a oni ga u transu ritualnog plesa zamenjuju za zver i pretuku ga na smrt. U tome učestvuju i Ralf i Pigi koji su nakon povratka u svoj kamp duboko uznemireni zbog toga što se dogodilo i zbog svojih neracionalnih postupaka. 
Ubrzo posle tog događaja Dzek i njegovo pleme shvataju da pravi simbol moći nije školjka već Pigijeve naočare, jedino sredstvo za paljenje vatre. Tad upadaju u Ralfov kamp i otimaju ih, a Ralf sa trojicom preostalih pristalica odlazi kod Dzeka kako bi ih povratio nazad. Tad dolazi do borbe tokom koje Dzekovi sledbenici ubijaju Pigija i zarobljavaju blizance Sema i Erika. Tokom borbe Ralf uspeva da pobegne. 
Sledeće jutro Dzek naređuje podanicima da počnu lov na Ralfa i da zapale šumu kako bi ga isterali. Ralf pokušava da pobegne dok je najveći deo ostrva izgoreo. Tokom bežanja kroz šumu Ralf se saplete i padne, a kad podiže pogled ugleda britanskog mornaričkog oficira u uniformi kako stoji ispred njega koji je došao sa grupom oficira sa obližnjeg ratnog broda kako bi istražila uzrok požara. Tad se pojavljuju i ostali dečaci i sticajem novih okolnosti se uz olakšanje svi vraćaju u neku normalu i svi počinju da plaču zbog svojih iracionalnih postupaka, a oficir izražava žaljenje i razočarenje što vidi britanske dečake koji pokazuju divlje i ratoborno ponašanje. 

## Filmske adaptacije
- 1963. izlazi prva filmska adaptacija romana u režiji Pitera Bruka,
- 1975. se pojavljuje i Alkitrang Dugo Filipinska  filmska ekranizacija,
- 1990. godine izlazi još jedan Lord of the Flies film u režiji Harija Huka.

## Spoljašnje veze
- Zvanični sajt autora Pristupljeno 24.11.2021.
- Lord of the Flies - The Guardian Pristupljeno 24.11.2021.